# Kappa Alpha Theta

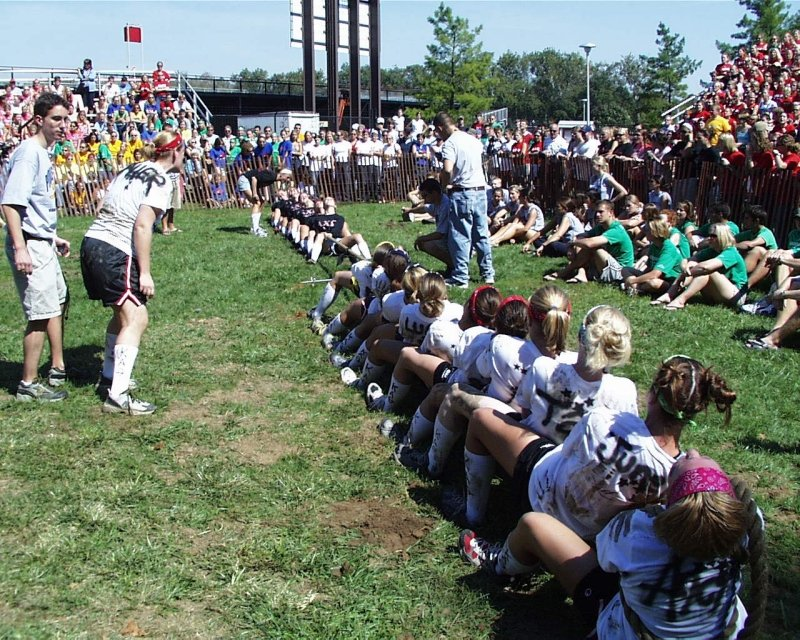
Alpha Chi Omega vs Kappa Alpha Theta durant la Greek Week 2001.

 Kappa Alpha Theta  (ΚΑΘ) est une sororité de taille internationale fondée le 27 janvier 1870 à l'université DePauw. L'organisation dispose de 125 chapitres dans des universités des États-Unis et au Canada avec un total de 210 000 membres.

## Histoire
Kappa Alpha Theta est fondée à l'université DePauw en 1870 dans le but de donner un poids plus important aux femmes dans les universités à majorité masculine de l'époque. Quatre femmes, Bettie Locke (Hamilton), Alice Allen (Brant), Bettie Tipton (Lindsay) et Hannah Fitch (Shaw), décident de créer cette organisation d'aide aux femmes. Elles créent ainsi la sororité pour mettre en avant l'esprit loyal des fraternités existantes. Kappa Alpha Theta est fondée en partie sur la fraternité du père de Bettie Locke (Beta Theta Pi) et sur la fraternité de son frère (Phi Gamma Delta).
Bettie et son amie Alice Allen écrivent ensemble une constitution, fixent les cérémonies, dessinent un badge et encouragent les autres filles du campus à rentrer dans la nouvelle sororité. Il faut trois ans pour mener à terme le projet. La première initiation se déroule le 27 janvier 1870. La première sororité à lettres grecques réservée aux femmes est née. Le badge de la sororité est de couleurs noire et dorée. La sororité arrive ensuite dans l'université de l'Indiana en mai.

## Personnalités connues de la sororité
Culture
- Ann-Margret (Tau, Northwestern), actrice[1] ;
- Sarah Clarke (Beta, Indiana) – actrice[1] ;
- Sheryl Crow (Alpha Mu, Missouri) – chanteuse[1] ;
- Jennifer Jones (Tau, Northwestern) – actrice[1] ;
- Mary Margaret McBride (Alpha Mu, Missouri) - animatrice et intervieweuse radio[1] ;
- Rue McClanahan (Gamma Tau, Tulsa) – actrice[1] ;
- Mary Kay Place (Gamma Tau, Tulsa) – actrice[1] ;
- Kate Voegele (Gamma Upsilon, Ohio) – chanteuse, compositrice, musicienne, actrice[1].

Politique
- Karen Koning AbuZayd (Alpha, DePauw) – députée[1] ;
- Nancy Kassebaum Baker (Kappa, Kansas) – sénatrice[1] ;
- Barbara Hackman Franklin (Beta Phi, Penn State) – 29e secrétaire au Commerce ; PDG de Barbara Franklin Enterprises[1] ;
- Claire McCaskill (Alpha Mu, Missouri) – sénatrice du Missouri[1].

Divers
- Laura Bush (Beta Sigma, Southern Methodist) – femme du président George W. Bush[1] ;
- Lynne Cheney (Beta Omega, Colorado College) – femme de l'ancien vice-président américain Dick Cheney[1] ;
- Melinda Gates (Beta Rho, Duke) – femme de Bill Gates[1].